# Daniel Cloete
Daniel Cloete (* 1825 oder 1830; † 6. Juli 1894 nahe der Spitzkoppe) war ein Evangelist, Bibelübersetzer und Übersetzer.
Sein Vater, Willem Cloete war ein getaufter Nama.
Als Daniel Cloete zwölf Jahre alt war, und sein jüngerer Bruder Claas verstorben war, hat seine Mutter ihn Carl Hugo Hahn von der Rheinischen Missionsgesellschaft mitgegeben, dem er etwa 30 Jahre folgte.
Vom  greisen Capitain von Steinkopf, Abraham Vigeland, wurde ihnen der geraubte 10-jährige Ovaherero, den sie Franz nannten, mitgegeben. Mit Franz ergänzte Cloete sich im Übersetzen.
1868 baute Cloete das Rhenish Mission House, zunächst als fünfräumiges Lehmhaus und einer Kirche aus Lehm. Hier entstand in der Folge der Ort Omaruru. Sein Nachbar, Gottlieb Viehe begann hier 1874 das Neue Testament in die Herero-Sprache zu übersetzen.
1869 zog er nach Springbokfontein nahe Okombahe.
1870 gründete er, unterstützt von Hahn, eine Missionsstation in Okombahe, die er mit seiner ältesten Tochter Anna bis 1880 leitete. Seine Schüler waren Bergdamara und Namaqua.
Im Krieg wurden danach Gärten und Felder zerstört und ab 1882 vom Missionar Caspar Heinrich Niederwelland (1848–1885) wieder aufgebaut.
1883 verließ er die Rheinische Missionsgesellschaft und predigte bis zu seinem Tod nahe Swakopmund.
Mit seiner Frau hatte er mindestens fünf Kinder. Man nimmt an, dass alle Cloetes in Namibia von ihnen abstammen.